# Notoraja
Genre
Notoraja est un genre de raies de la famille des Arhynchobatidae. On trouve les espèces de ce genre dans les eaux profondes des océans Indien et Pacifique.

## Liste des espèces
D'après WoRMS, EOL et FishBase :
- Notoraja alisae Séret & Last, 2012
- Notoraja azurea McEachran & Last, 2008
- Notoraja fijiensis Séret & Last, 2012
- Notoraja hirticauda Last & McEachran, 2006
- Notoraja inusitata Séret & Last, 2012
- Notoraja lira McEachran& Last, 2008
- Notoraja longiventralis Séret & Last, 2012
- Notoraja martinezi Concha, Ebert & Long, 2016
- Notoraja ochroderma McEachran & Last, 1994
- Notoraja sapphira Séret & Last, 2009
- Notoraja sereti White, Last & Mana, 2017
- Notoraja sticta McEachran& Last, 2008
- Notoraja tobitukai Hiyama, 1940